# Pioggiola
Pioggiola es una comuna francesa situada en la circunscripción departamental de Alta Córcega, en el territorio de la colectividad de Córcega.

## Demografía
| 47 | 83 | 79 | 34 | 49 | 69 | 86 |
| Para los censos de 1962 a 1999 la población legal corresponde a la población sin duplicidades (Fuente: INSEE [Consultar]) |    |    |    |    |    |    |